# 임금님의 첫사랑 (드라마)
《임금님의 첫사랑》은 1975년 9월 22일부터 1976년 4월 9일까지 방영한 TBC 이조여인 5백년 제5화 일일연속사극이다.

## 등장 인물
- 김세윤
- 김미영
- 박용기
- 박병호
- 사미자
- 권미혜
- 김영락
- 김동완
- 김윤형
- 이난희
- 남윤정
- 이승현